# Монастырь Зелигенпортен
Монастырь Зелигенпортен (нем. Kloster Seligenporten) — бывший монастырь, располагавшийся на территории баварской ярмарочной общины Пирбаум (Верхний Пфальц) и относившийся к епархии Айхштетта; поочерёдно принадлежал орденам цистерцианок, визитанток и цистерцианцев; женская обитель, посвящённая Деве Марии, была основана в 1242 году Готфридом Старшим и его женой Адельхайд фон Хоэнфельс; был окончательно распущен в 1967 году. В 1976—1979 годах бывшая монастырская церковь была реконструирована; в 2003 году была реконструирована и монастырская пивоварня.

## История и описание
Монастырь Зелигенпортен, освященный в честь Девы Марии, был основан в 1242 году Готфридом Старшим из рода фон Зульцбюрг и его женой Адельхайд фон Хоэнфельс (ум. 1250), руководившая монастырем в первые годы после его создания. В 1247 году обитель «Felix Porta» («счастливые» или «благословенные врата») была включена в цистерцианский орден, а в 1249 — подтвержден епископом Генрихом IV фон Айхштеттом. В 1299 году монастырь получил базовые права и свободы от короля Альбрехта I. Основательницу вскоре сменила первая настоятельница по имени Федран (или Фридрон), пришедшая из монастыря Майдбронн. Вторая жена основателя Готфрида, Берта, была принята в монастырь вместе со своей дочерью — и вскоре стала его настоятельницей.
Монастырь начал получить пожертвования как от местных жителей, так и от знатных персон. Так в 1366 году Альберт фон Фриккенхофен подарил монастырю значительную сумму, позволившую основать церковь; из рода фон Фриккенхофен также происходили и настоятельницы. В 1500 году монастырь владел 350 объектами недвижимости с 650 крепостными и налогоплательщиками — земли располагались в более чем 20 поселениях. Он также покровительствовал (Kirchenpatronat) семи приходам и двум капелланам. В 1550 году последняя цистерцианская настоятельница — Анна фон Куэдорф (ум. 1576) — активно защищала монастырь и его собственность от чиновников Пфальца. Ей самой разрешили остаться в монастыре, который после её кончины стал протестантским. Зелигенпортен был последней обителью, секуляризованной в Верхнем Пфальце в тот период.
В ходе контрреформации Зелигенпортен был повторно католизирован в 1625 году: в 1671 году он был передан под управление монастыря Святого Августина в Амберге, относившегося к Ордену посещения Пресвятой Девы Марии. В ходе секуляризации в Баварии, в 1803 году, монашеская община была распущена, а здания и имущество бывшего монастыря перешли в частное владение. Сегодня бывшая монастырская церковь — чей неф датируется концом XIII века, а хор относится к первой половиной XIV — является приходской церковью Зелигенпортена (освящена в честь Успения). В последующие годы большинство монастырский зданий были снесены: со времён Средневековья, однако, сохранилось трехэтажное восточное крыло, которое было восстановлено после пожара в 1548 году и дополнено верхними этажами в XVII—XVIII веках. Сохранившиеся постройки были в 1931 году заняты монахами-цистерцианцами из аббатства Броннбах, которые покинули его в 1967 году. В 1976—1979 годах сама церковь была реконструирована; в 2003 году была реконструирована бывшая монастырская пивоварня — на её территории была создана современная пивоварня.